# Lepidostoma jewetti
Lepidostoma jewetti är en nattsländeart som beskrevs av Ross 1946. Lepidostoma jewetti ingår i släktet Lepidostoma och familjen kantrörsnattsländor. Inga underarter finns listade i Catalogue of Life.